# Lou Hamou-Lhadj
Lou Hamou-Lhadj (* 20. Jahrhundert) ist ein US-amerikanischer Animator, der aber auch für die visuellen Effekte verantwortlich ist.

## Karriere
Hamou-Lhadj besuchte die Tisch School of the Arts, wo er seinen späteren Freund und Arbeitskollegen Andrew Coats kennenlernte. Seine Filmkarriere begann bei Pixar, bei dem Film WALL·E – Der Letzte räumt die Erde auf, als er für die Erstellung der Charaktere verantwortlich war, im Jahr 2008. Es folgten weitere Projekte, wobei er bei den Oscarprämierten Animationsfilmen Toy Story 3 und Merida – Legende der Highlands, sowie den mit einem Golden Globe ausgezeichneten Animationsfilm Arlo & Spot ebenfalls für die Figuren verantwortlich war.
Mit seinem Arbeitskollegen Andrew Coats wurde der Kurzfilm Borrowed Time innerhalb von fünf Jahren erschaffen, ohne jegliche Unterstützung von ihrem Unternehmen Pixar erhalten zu haben. Die Veröffentlichung erfolgte gratis über die Plattform Vimeo. Für diesen Kurzfilm erhielt er bei der Oscarverleihung 2017 eine Nominierung in der Kategorie bester animierter Kurzfilm. Die Auszeichnung erhielten jedoch Alan Barillaro und Marc Sondheimer für ihren Beitrag Piper.

## Filmografie
- 2008: WALL·E – Der Letzte räumt die Erde auf (WALL·E)
- 2009: Teilweise wolkig (Partly Cloudy, Kurzfilm)
- 2010: Toy Story 3
- 2010: Day & Night (Kurzfilm)
- 2012: Merida – Legende der Highlands (Brave)
- 2014: Toy Story That – Mögen die Spiele beginnen (Toy Story That Time Forgot, Kurzfilm)
- 2015: Arlo & Spot (The Good Dinosaur)
- 2015: Borrowed Time (Kurzfilm)